# Convento de la Encarnación (Bilbao)
El convento de la Encarnación, compuesto por la iglesia y el claustro se asienta en uno de los arrabales históricos de Bilbao (Vizcaya, España). Este arrabal, que se denominaba en origen Ibeni, pasa a conocerse con el tiempo con el nombre de Atxuri y se dispone al final del antiguo Camino Real a Castilla.
El convento de dominicas se funda en 1499 en su primera ubicación de la calle Somera del casco histórico de la villa de Bilbao. En 1515 se inician las obras del nuevo edificio en su ubicación actual, tras obtener las autorizaciones necesarias y gracias a las donaciones de familias adineradas de la villa que deseaban disponer sus sepulturas en el nuevo convento.
Actualmente acoge el Museo Diocesano de Arte Sacro.

## Descripción de la iglesia de la Encarnación

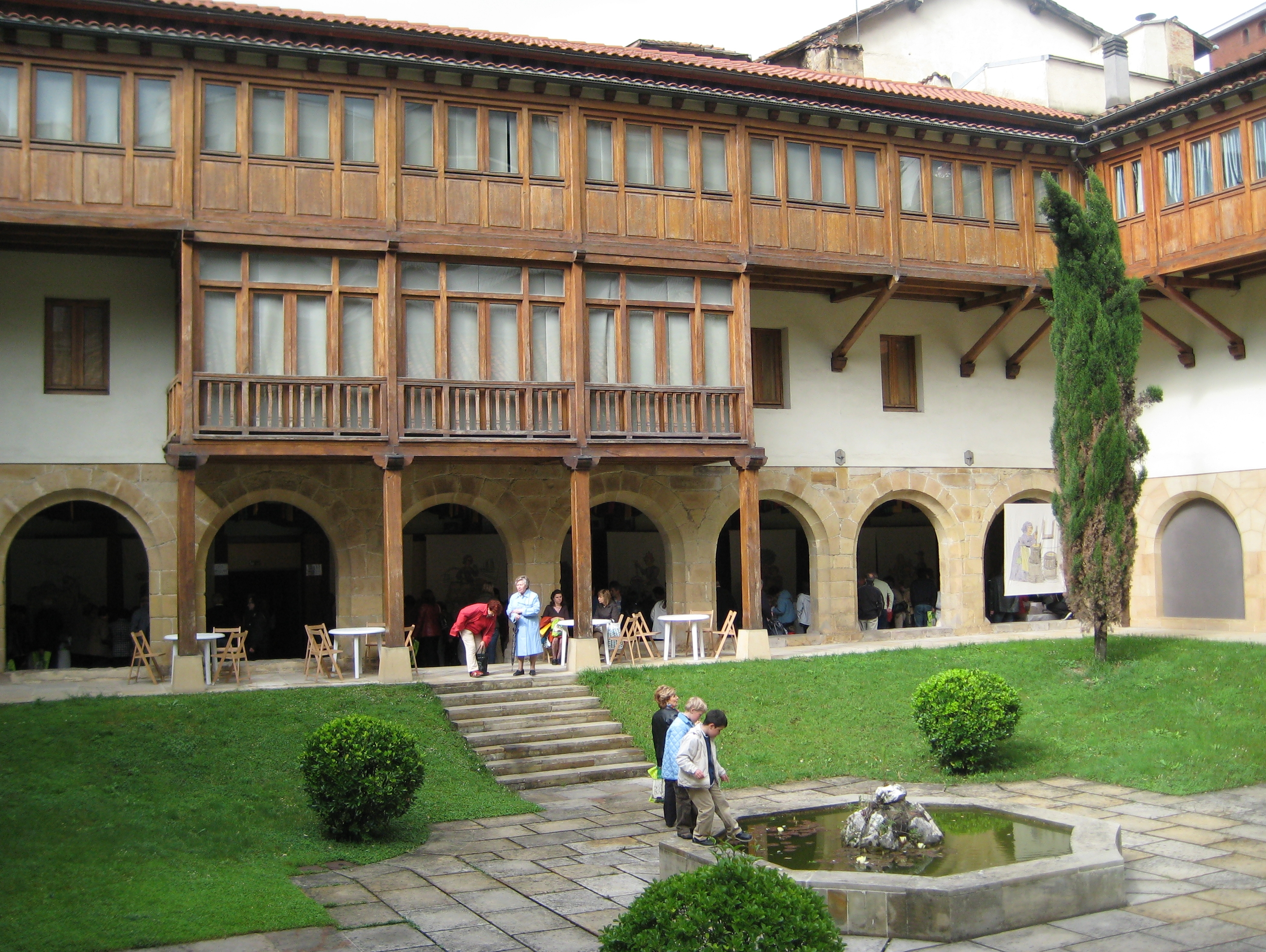
Claustro

Del conjunto destaca la iglesia de considerable tamaño. Se organiza en planta sobre una cruz latina inserta en un rectángulo. Esta cruz formada por nave y crucero se alza sobre las capillas bajas. La nave rematada por ábside rectangular oblonga, única en origen, y de largo desarrollo se compone de seis tramos, los dos últimos ocupados por un coro alto. A ambos lados de la nave se sucedían las capillas bajas. El crucero se acusa en planta al ser de mayor anchura que el resto de tramos de la nave. Este esquema se corresponde con la tipología de la arquitectura conventual de su momento, siendo muy utilizada por los dominicos. Este esquema se encuentra actualmente desvirtuado a raíz de la lamentable reforma de 1965, por la que se derribaron los muros de las capillas transformándolas en dos naves laterales bajas.
Los pilares de la iglesia siguen un modelo bastante uniforme, con pequeñas variaciones, poniendo en evidencia que fue levantada en un periodo de tiempo no en exceso prolongado. Son de sección circular con columnillas adosadas para la realización de las capillas laterales. Sobre estas se sustentan las bóvedas, que forman un conjunto variado con diversas soluciones de nervaduras complicadas formando estrellas. Asimismo se cubrían las laterales del crucero, el sotocoro, y las capillas con bóvedas a la manera gótica, habiéndose sustituido una por una cupulita con linterna en la capilla del Rosario. Por último, el ábside se cubre con una bóveda de cuarto de esfera de cabecera plana con nervios formando una retícula ortogonal.
Se construye en sillería los elementos estructurales principales así como los lienzos de la nave y crucero, y se abren en ellos los escasos huecos que proporcionan una iluminación insuficiente para las proporciones del espacio creado.
La portada a los pies es de tipo hornacina con un tramo central, que se corresponde aproximadamente con la nave, marcada por dos contrafuertes sosteniendo un arco apuntado, y rematada por un cuerpo a modo de templete que acoge las campanas. La unión entre estos contrafuertes y el lienzo de la fachada se realiza por medio de trompas. Enmarcado por este elemento que avanza respecto de la fachada, se disponen centrados el acceso a modo de arco del triunfo de medio punto que incluye en un segundo nivel unas imágenes de la Anunciación, un óculo que ilumina el coro y por último un escudo de la orden.
La iglesia construida con la finalidad primordial de atender a las monjas dominicas se adosa al claustro por el lado de la Epístola, compartiendo este muro. El claustro, más modesto que la iglesia, es un elemento incompleto de dos alas construidas sobre galerías porticadas en planta baja de piedra de sillería, con arcos de medio punto. Sobre esta estructura de dos crujías se levantan dos plantas más que disponen de ampliaciones en voladizos. Estos voladizos continuos, realizados en madera, se constituyen en galerías sobre el claustro.